# Federazione calcistica dell'Indonesia
La Federazione calcistica indonesiana (in inglese Football Association of Indonesia, in indonesiano Persatuan Sepakbola Seluruh Indonesia, acronimo PSSI) è l'organo che governa il calcio nell'Indonesia. Pone sotto la propria egida il campionato e la Nazionale indonesiana. Fu fondata nel 1930 ed è affiliata all'AFC e alla FIFA. L'attuale presidente è Ir Djohar Arifin Husin.